# San Carlos (cantão)
San Carlos é um cantão da Costa Rica, situado na província de Alajuela. Limita ao norte com a Nicarágua, ao oeste com os cantões de Los Chiles, Guatuso, Tilarán e San Ramón, ao sul com San Ramón, Zarcero e Valverde Vega, e a leste com Río Cuarto e Sarapiquí. Sua capital é a cidade de Ciudad Quesada. Possui uma área de 3 347,98 km² e sua população está estimada em 178.460 habitantes.

## Divisão política
Atualmente, o cantão de San Carlos possui 13 distritos:
|    | Nome do Distrito |
| -- | ---------------- |
| 1  | Ciudad Quesada   |
| 2  | Florencia        |
| 3  | Buenavista       |
| 4  | Águas Zarcas     |
| 5  | Venecia          |
| 6  | Pital            |
| 7  | La Fortuna       |
| 8  | La Tigra         |
| 9  | La Palmera       |
| 10 | Venado           |
| 11 | Cutris           |
| 12 | Monterrey        |
| 13 | Pocosol          |